# BenQ
BenQ (uttal: /ˌbɛn ˈkjuː/; kinesiska: 明基電通股份有限公司) är ett företag från Taiwan som tillverkar datorkomponenter och tillbehör. Företaget är en avknoppning från Acer.